# Dorfkirche Kolkwitz (Thüringen)

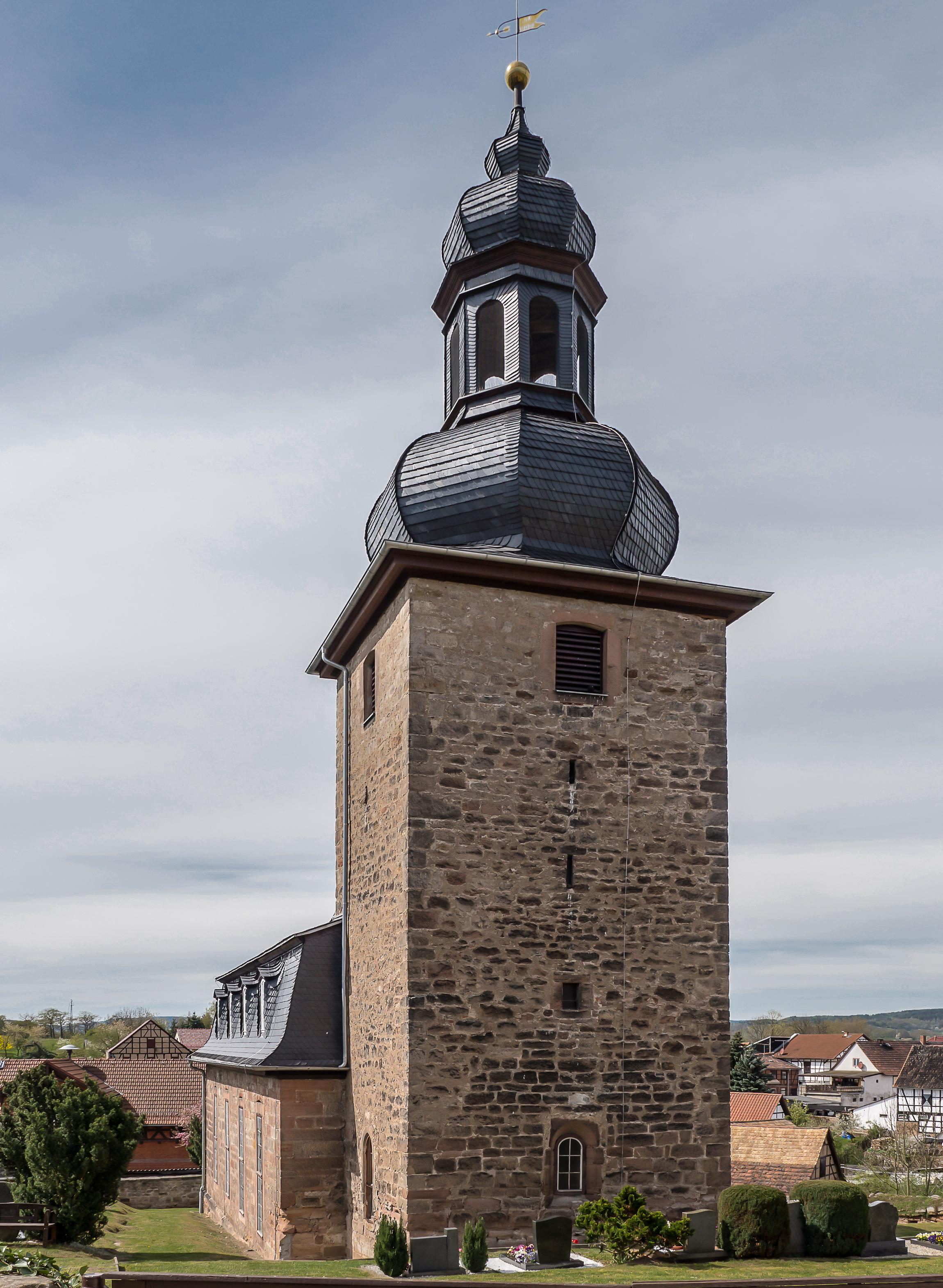
Ansicht der Dorfkirche Kolkwitz von Südosten

Die evangelische Dorfkirche Kolkwitz steht im Ortsteil Kolkwitz der Gemeinde Uhlstädt-Kirchhasel im Landkreis Saalfeld-Rudolstadt in Thüringen.

## Geschichte
Die Dorfkirche Kolkwitz befindet sich zentral im Dorf und ist romanischen Ursprungs. Sie ist quadratisch und besitzt einen tonnengewölbten Chor. Nach dem gotischen Umbau  des Kirchturms wurde im Jahr 1816 das Kirchenschiff abgebrochen. Es erfolgte dann den wachsenden Anforderungen entsprechend ein größerer Neubau.
Seit 2001 wurden umfangreiche Sanierungsarbeiten durchgeführt.